# Challenger de Pune
El KPIT MSLTA Challenger es un torneo profesional de tenis. Pertenece al ATP Challenger Tour. Se juega desde el año 2014 sobre pistas dura, en Pune, India.

## Palmarés

### Individuales
| Año  | Campeón           | Finalista                | Resultado           |
| ---- | ----------------- | ------------------------ | ------------------- |
| 2025 | Dalibor Svrčina   | Brandon Holt             | 7–6(3), 6–1         |
| 2024 | Valentin Vacherot | Adam Walton              | 3–6, 7–6(5), 7–6(5) |
| 2023 | Max Purcell       | Luca Nardi               | 6–2, 6–3            |
| 2022 | No celebrado      | No celebrado             | No celebrado        |
| 2021 | No celebrado      | No celebrado             | No celebrado        |
| 2020 | No celebrado      | No celebrado             | No celebrado        |
| 2019 | James Duckworth   | Jay Clarke               | 4–6, 6–4, 6–4       |
| 2018 | Elias Ymer        | Prajnesh Gunneswaran     | 6–2, 7–5            |
| 2017 | Yuki Bhambri      | Ramkumar Ramanathan      | 4–6, 6–3, 6–4       |
| 2016 | Sadio Doumbia     | Prajnesh Gunneswaran     | 4–6, 6–4, 6–3       |
| 2015 | Yuki Bhambri      | Evgeny Donskoy           | 6–2, 7–6(7–4)       |
| 2014 | Yūichi Sugita     | Adrián Menéndez-Maceiras | 6–7(1–7), 6–4, 6–4  |

### Dobles
| Año  | Campeones                                    | Finalistas                              | Resultado                  |
| ---- | -------------------------------------------- | --------------------------------------- | -------------------------- |
| 2025 | Jeevan Nedunchezhiyan Vijay Sundar Prashanth | Blake Bayldon Matthew Romios            | 3–6, 6–3, [10–0]           |
| 2024 | Tristan Schoolkate Adam Walton               | Dan Added Yun-seong Chung               | 7–6(4), 7–5                |
| 2023 | Anirudh Chandrasekar Vijay Sundar Prashanth  | Toshihide Matsui Kaito Uesugi           | 6–1, 4–6, [10–3]           |
| 2022 | No celebrado                                 | No celebrado                            | No celebrado               |
| 2021 | No celebrado                                 | No celebrado                            | No celebrado               |
| 2020 | No celebrado                                 | No celebrado                            | No celebrado               |
| 2019 | Purav Raja Ramkumar Ramanathan               | Arjun Kadhe Saketh Myneni               | 7–6(7–3), 6–3              |
| 2018 | Vijay Sundar Prashanth Ramkumar Ramanathan   | Hsieh Cheng-peng Yang Tsung-hua         | 7–6(7–3), 6–7(5–7), [10–7] |
| 2017 | Tomislav Brkić Ante Pavić                    | Pedro Martínez Adrián Menéndez Maceiras | 6–1, 7–6(7–5)              |
| 2016 | Purav Raja Divij Sharan                      | Luca Margaroli Hugo Nys                 | 3–6, 6–3, [11–9]           |
| 2015 | Gerard Granollers Adrián Menéndez-Maceiras   | Maximilian Neuchrist Divij Sharan       | 1–6, 6–3, [10–6]           |
| 2014 | Saketh Myneni Sanam Singh                    | Sanchai Ratiwatana Sonchat Ratiwatana   | 6–3, 6–2                   |